# Cyfra i Słowo
Cyfra i Słowo – wiersz Antoniego Langego wydany w 1895 w Warszawie. Tematem utworu jest wspólne dążenie poety i naukowca do poznania absolutu oraz fundamentalnych zasad rządzących światem. Mimo iż powstała ogromna liczba zarówno dzieł literackich, jak i teorii matematycznych, oba typy wciąż pozostają dalekie od ostatecznego, wszechogarniającego i idealnego Słowa czy Cyfry. Lange jednocześnie prowadzi dialog z kultem wiedzy objawionej Juliusza Słowackiego czy słynnym cytatem z Romantyczności Adama Mickiewicza: „nie mędrca szkiełko i oko (...) martwe znasz prawdy nieznane dla ludu”. Młodopolski poeta zdradza analogie między poznaniem naukowym a duchowym, słowem (formą, estetyką) i cyfrą (czystą treścią), poetą i matematykiem. W zakończeniu wiersza autor snuje wizję świata, w którym Cyfra i Słowo stają się jednością, ponieważ są tym samym absolutem, dwojako jednak rozumianym.